# Chlormezanone
Chlormezanone (được bán dưới nhãn hiệu Trancopal hoặc Fenaprim) là một loại thuốc được sử dụng như một thuốc giải lo âu và thuốc giãn cơ.
Việc sử dụng nó đã bị ngừng ở nhiều nước từ năm 1996 trở đi, do các trường hợp hoại tử biểu bì hiếm gặp nhưng nghiêm trọng.

## Tổng hợp
- Thuốc Sterling, Đăng ký phát minh {{{country}}} {{{number}}}, "{{{title}}}", trao vào [[{{{gdate}}}]]  (1958).

Tổng hợp Chlormezanone

- Surrey, A. R.; Webb, W. G.; Gesler, R. M. (1958). "Central Nervous System Depressants. The Preparation of Some 2-Aryl-4-metathiazanones". Journal of the American Chemical Society. Quyển 80 số 13. tr. 3469. doi:10.1021/ja01546a065.